# جانی گودمن
جانی گودمن (انگلیسی: Johnny Goodman؛ ‏ ۱۵ اکتبر ۱۹۲۷ – ۳۰ ژانویهٔ ۲۰۱۵) تهیه‌کننده تلویزیونی اهل بریتانیا بود.
از فیلم‌ها یا مجموعه‌های تلویزیونی که وی در آن‌ها نقش داشته‌است، می‌توان به ترغیب‌گران! و رایلی، تک‌خال جاسوس‌ها اشاره نمود.